# Proasellus montalentii
Proasellus montalentii là một loài chân đều trong họ Asellidae. Loài này được Stoch, Valentino & Volpi miêu tả khoa học năm 1996.